# Club Deportivo Padura
El Club Deportivo Padura es un club de fútbol del municipio vasco de Arrigorriaga, Vizcaya (España). Fue fundado en 1920 y durante los años 1950 compitió durante tres temporadas consecutivas en la Tercera División. Disputa sus encuentros en el campo de fútbol Santo Cristo.

## Historia
El 20 de febrero de 1920 se constituye el Padura Club. En 1936, el club conquista la Copa Bizkaia (tras imponerse por 1-0 ante el C.D. Getxo) y después del período inactivo de la Guerra Civil, el club se reorganiza bajo la denominación de Arrigorriaga Club, hasta 1950. A finales de dicha década (y bajo la denominación de C.D. Padura) el club compite en Tercera División desde 1955 hasta 1958.  Se clasificó para la temporada 22/23 de Tercera RFEF.

## Uniforme
Los colores representativos del club, son el azul y blanco.
Y la segunda equipación, con camiseta roja y pantalón negro.

## Instalaciones
El C.D. Padura disputa sus encuentros en el instalaciones deportivas Santo Cristo (Kristo Santua Futbol Zelaia en euskera), con capacidad para 1560 espectadores y de hierba artificial.
Con unas de las mejores instalaciones de Vizcaya, el campo de fútbol Santo Cristo cuenta con 6 vestuarios y 2 campos de fútbol, 1 "txoko" , lavandería, masajista, sala de árbitros...

## Datos del club
- Temporadas en 2.ª: 0
- Temporadas en 2ªB: 0
- Temporadas en 3.ª: 3
- Temporadas en Divisiones Regionales: -
- Mejor puesto en la liga: 12.º (3.ª División: temporada 1956/57)

### Logros y méritos
- Campeón Copa Bizkaia: 1936
- Ascenso a 3.ª División: 1954/55
- Ascenso a Tercera División RFEF: 2022/23

Actualmente milita en Tercera División RFEF